# Karl Goldmark
Karl Goldmark, ou Károly Goldmark ou Carl Goldmark (Keszthely, 18 de maio de 1830 — Viena, 2 de janeiro de 1915), foi um compositor húngaro.

## Vida e Carreira
Goldmark veio de uma grande família judia. Seu pai, Ruben Goldmark, era um chazan (cantor) da congregação judaica em Keszthely, Hungria, onde Karl nasceu. O irmão mais velho de Karl Goldmark, Joseph, tornou-se médico e mais tarde se envolveu na Revolução de 1848, sendo forçado a emigrar para os Estados Unidos. O primeiro treinamento de Karl Goldmark como violinista foi na academia musical de Sopron (1842 a 1844).
Ele continuou seus estudos de música lá e dois anos depois foi enviado por seu pai para Viena, onde pôde estudar por cerca de dezoito meses com Leopold Jansa antes que seu dinheiro acabasse. Ele se preparou para ingressar primeiro na Technische Hochschule de Viena e depois no Conservatório de Viena para estudar violino com Joseph Böhm e harmonia com Gottfried Preyer.
A Revolução de 1848 obrigou o Conservatório a fechar. Goldmark foi basicamente um autodidata como compositor, e ele se sustentou em Viena tocando violino em orquestras teatrais, no Carlstheater e na instituição vienense privada, o Theatre in der Josefstadt. Isso lhe deu experiência prática com orquestração, uma arte que ele mais do que dominava. Ele também deu aulas: Jean Sibelius estudou com ele brevemente. O primeiro concerto de Goldmark em Viena (1858) encontrou hostilidade e ele voltou a Budapeste, retornando a Viena em 1860.
Para sobreviver, Goldmark também seguiu uma carreira paralela como jornalista musical. "Sua escrita é distinta por sua promoção imparcial de Brahms e Wagner, em uma época em que o público (e a maioria dos críticos) estavam solidamente no campo de um compositor ou de outro e viam os do lado oposto com hostilidade indisfarçável." (Liebermann 1997) Johannes Brahms e Goldmark desenvolveram uma amizade à medida que a proeminência de Goldmark em Viena crescia. Goldmark, no entanto, acabaria se distanciando por causa da personalidade espinhosa de Brahms.
Entre as influências musicais que Goldmark absorveu estava a inevitável, para um colorista musical, de Richard Wagner, cujo anti-semitismo impedia qualquer genuíno calor entre eles; em 1872, Goldmark teve um papel proeminente na formação da Sociedade Wagner de Viena. Ele foi nomeado membro honorário da Gesellschaft der Musikfreunde, recebeu um doutorado honorário da Universidade de Budapeste e compartilhou com Richard Strauss um título de membro honorário da Accademia di Santa Cecilia, em Roma.
Ópera Die Königin von Saba ("A Rainha de Sabá") de Goldmark, op. 27 foi comemorado durante sua vida e por alguns anos depois. Apresentada pela primeira vez em Viena em 10 de março de 1875, a obra provou ser tão popular que permaneceu no repertório do Vienna Staatsoper continuamente até 1938. Ele escreveu seis outras óperas também (ver lista).
A Sinfonia Rústica do Casamento (Ländliche Hochzeit), op. 26 (estreada em 1876), obra que foi mantida no repertório por Sir Thomas Beecham, inclui cinco movimentos, como uma suíte composta de poemas tonais coloridos: uma marcha nupcial com variações dos convidados do casamento, um canto nupcial, uma serenata, um diálogo entre a noiva e o noivo em um jardim e um movimento de dança.
Seu Concerto para violino nº 1 em lá menor, op. 28, já foi sua peça tocada com mais frequência. O concerto teve sua estreia em Bremen em 1877, inicialmente gozou de grande popularidade e depois caiu no esquecimento. Obra muito romântica, tem marcha magiar no primeiro movimento e passagens que lembram Dvořák e Mendelssohn no segundo e terceiro movimentos.
Começou a entrar novamente no repertório, por meio de gravações de proeminentes solistas de violino como Itzhak Perlman e Joshua Bell. Nathan Milstein também defendeu o trabalho, e a gravação do Concerto por Milstein (1957) é amplamente considerada a definitiva. Ele escreveu um segundo concerto para violino, mas nunca foi publicado. Uma segunda sinfonia em mi bemol, op. 35, é muito menos conhecido. (Goldmark também escreveu uma sinfonia inicial em Dó maior, aproximadamente entre 1858 e 1860. Esta obra nunca recebeu um número de opus, e apenas o scherzo parece ter sido publicado.)
A música de câmara de Goldmark, na qual as influências de Schumann e Mendelssohn são primordiais, embora criticamente bem recebida em sua vida, agora raramente é ouvida. Inclui o Quinteto de Cordas em Lá menor Op. 9 que fez sua primeira reputação em Viena, a Sonata para Violino em Ré Maior, Op. 25, dois quintetos para piano em si bemol maior, op. 30 e dó sustenido menor, op. 54, a Sonata para Violoncelo Op. 39, e o trabalho que primeiro trouxe o nome de Goldmark à proeminência no mundo musical vienense, o Quarteto de Cordasem Si bemol Op. 8 (seu único trabalho nesse gênero). Ele também compôs música coral, duas suítes para violino e piano (em Ré maior, Op. 11, e em Mi bemol maior, Op. 43) e várias aberturas de concerto, como a abertura Sakuntala, op. 13 (uma obra que cimentou sua fama após seu Quarteto de Cordas), a abertura Penthesilea op. 31, Abertura Na Primavera Op. 36, Abertura Bound Prometheus Op. 38, Abertura de Safo, Op. 44, Abertura Na Itália Op. 49, e a abertura Aus Jugendtagen, op. 53. Outras obras orquestrais incluem o poema sinfônico Zrínyi, Op. 47, e dois scherzos orquestrais, em mi menor, op. 19, e em Lá maior, Op. 45.
O sobrinho de Goldmark, Rubin Goldmark (1872–1936), aluno de Dvořák, também foi compositor, que passou sua carreira em Nova York.

## Obras

### Óperas
- Die Königin von Saba ("Queen of Sheba") (1875)
- Merlin (1886)
- Das Heimchen am Herd (1896), adapted from Dickens's The Cricket on the Hearth.
- Der Fremdling (1897) ("The Changeling")
- Die Kriegsgefangene (1899), ("The Prisoner of War") a Trojan War story taking Achilles' captive Briseis as central figure.
- Götz von Berlichingen (1902), after Goethe's play.
- Ein Wintermärchen (1908), adapted from Shakespeare's The Winter's Tale.

### Sinfonias
- Rustic Wedding Symphony, Op. 26
- Symphony No. 2 in E flat, Op. 35

### Concerto
- Violin Concerto in A minor, Op. 28

### Piano
- Sturm und Drang, nine characteristic pieces, Op. 5
- Three Pieces for Piano Duet, Op. 12
- Hungarian Dances for Piano Duet, Op. 22 (later orchestrated by the composer)
- Zwei Novelletten, Op. 29
- Georginen, six pieces, Op. 52

### Coral
- Regenlied for unaccompanied chorus, Op. 10
- Two Pieces for unaccompanied men's chorus, Op. 14
- Frühlingsnetz for men's chorus, 4 horns, and piano, Op. 15
- Meeresstille und glückliche Fahrt for men's chorus and horns, Op. 16
- Two Pieces for unaccompanied men's chorus, Op. 17
- Frühlingshymne for contalto, chorus, and orchestra, Op. 23
- Im Fuschertal, a set of six choral songs, Op. 24
- Psalm CXIII for solo voices, chorus, and orchestra, Op. 40
- Two Pieces for unaccompanied men's chorus, Op. 41
- Two Four-Part Songs with piano accompaniment, Op. 42

### Lieder
- 12 Gesänge, Op. 18
- Beschwörung, Op. 20
- 4 Lieder, Op. 21
- 7 Lieder aus dem ‘Wilden Jäger’, Op. 32
- 4 Lieder, Op. 34
- 8 Lieder, Op. 37 (Leipzig, 1888 or 1889);
- Wer sich die Musik erkiest (for piano and four solo voices), Op. 42
- 6 Lieder, Op. 46